# 楊邦憲 (萬曆進士)
楊邦憲（1574年—？年），字孝徵，號範我，山東青州府益都縣人，軍籍，明朝政治人物。

## 生平
萬曆二十八年（1600年）山东乡试第十一名舉人，萬曆三十五年（1607年）丁未科進士，通政司觀政，三十六年授戶部雲南司主事，三十七年管通州西仓，本年升廣東司員外，三十九年升郎中。
万历四十年（1612年），出知陝西西安府，有惠政，四十三年擢陕西按察副使。四十七年二月升川西参政。四十八年丁母憂歸，服闋，天啓三年起補陕西神木道右参政。實卒伍，峙糗芻，以計擒巨盜麻四等。四年加升按察使，天启六年八月晉右布政使，仍以新衔照旧管按察使事，備兵榆林。十二月拜都察院右僉都御史，巡撫江西。崇禎元年（1628年）四月，被弹劾罷官。八月以媚魏忠贤建祠削籍。

## 家族
曾祖杨凤，寿官；祖父杨芬，封中宪大夫陕西按察司副使；父楊錦，都察院右佥都御史。母趙氏，封恭人。慈侍下。